# Gotický kostel v Četfalvě
Gotický evangelický kostel z 15. století se nachází v obci Četfalva v okrese Berehovo v Zakarpatské oblasti na Ukrajině.
Zvonice a kostel jsou v seznamu kulturních památek.

## Historie
První písemná zmínka o kostele je z roku 1645. Místní kronika popisuje reformační společnost, která převzala katolický kostel z 15. století. Byl přestavován v 18. století. V roce 1753 byla ke kostelu přistavěna dřevěná zvonice. V devadesátých letech 20. století byl rekonstruován.

## Popis

### Exteriér
Kostel je jednolodní orientovaná zděná stavba s pětibokou apsidou. V jihozápadním rohu je zesílen opěrným pilířem. Střecha lodi je strmá sedlová, nad apsidou zvalbená, obě jsou pokryty šindelem. Na hřebeni apsidy není kříž, ale kohout, symbol reformované církve. Okna, která jsou na jižní a jihovýchodní fasádě lodi a apsidy, byla při přestavbě v 18. století novými. Původní kamenné ostění se zachovalo u kulatého okna ve stěně apsidy. Stěny kostela jsou hladké a bílé. Stavební materiál tvoří kámen a vápno. Vstup do kostela vede přes dolní patro dřevěné věže v západním průčelí kostela s trojúhelníkovým štítem.

### Interiér
Loď kostela má půdorys obdélníku o rozměrech 7,5×5,5 metrů. Mezi apsidou a lodí je lomený triumfální oblouk. Stěny jsou bíle natřené. Na dubových sloupech jsou položeny kruchty, jak v západní části kostela tak i u severní a jižní stěny lodi.
Strop kostela je dřevěný kazetový, je rozdělen na deset čtvercových polí na délku a šest na šířku. Kazetové desky mají dekorativní rostlinný motiv a pouze dvě jsou shodné. Desky byly nejdříve natřeny základní podkladovou barvou bílou, okrově hnědou nebo černou a na tento základ byly namalovány dekorativní motivy. Pak byly desky vloženy do stropu. Strop v lodi byl vyzdoben v 1753 neznámým umělcem. V jedné kazetě je datace výzdoby a v druhé nápis, že tesařské práce vykonal Ferenc Asztalos Lándor, s vyobrazením truhlářského nástroje (hoblík). Obdobný kazetový strop je v apsidě, byl proveden v roce 1773. Je méně dekorativní. Na severní stěně lodi byly při průzkumu odkryty zbytky nástěnných maleb, které pocházejí z období výstavby kostela, postavy svatého Michaela Archanděla a ornamentální motivy.

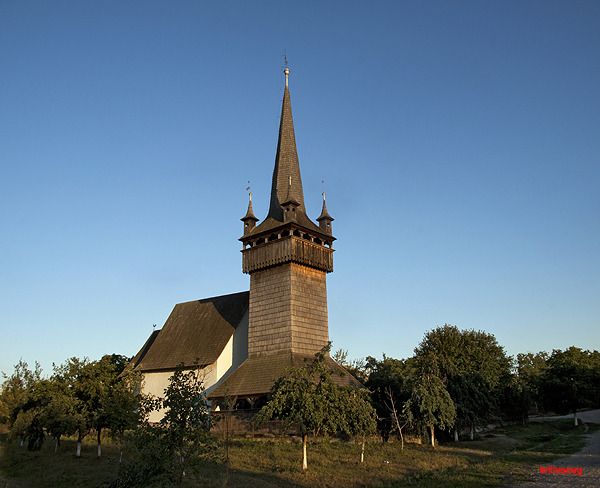
Kostel s věží
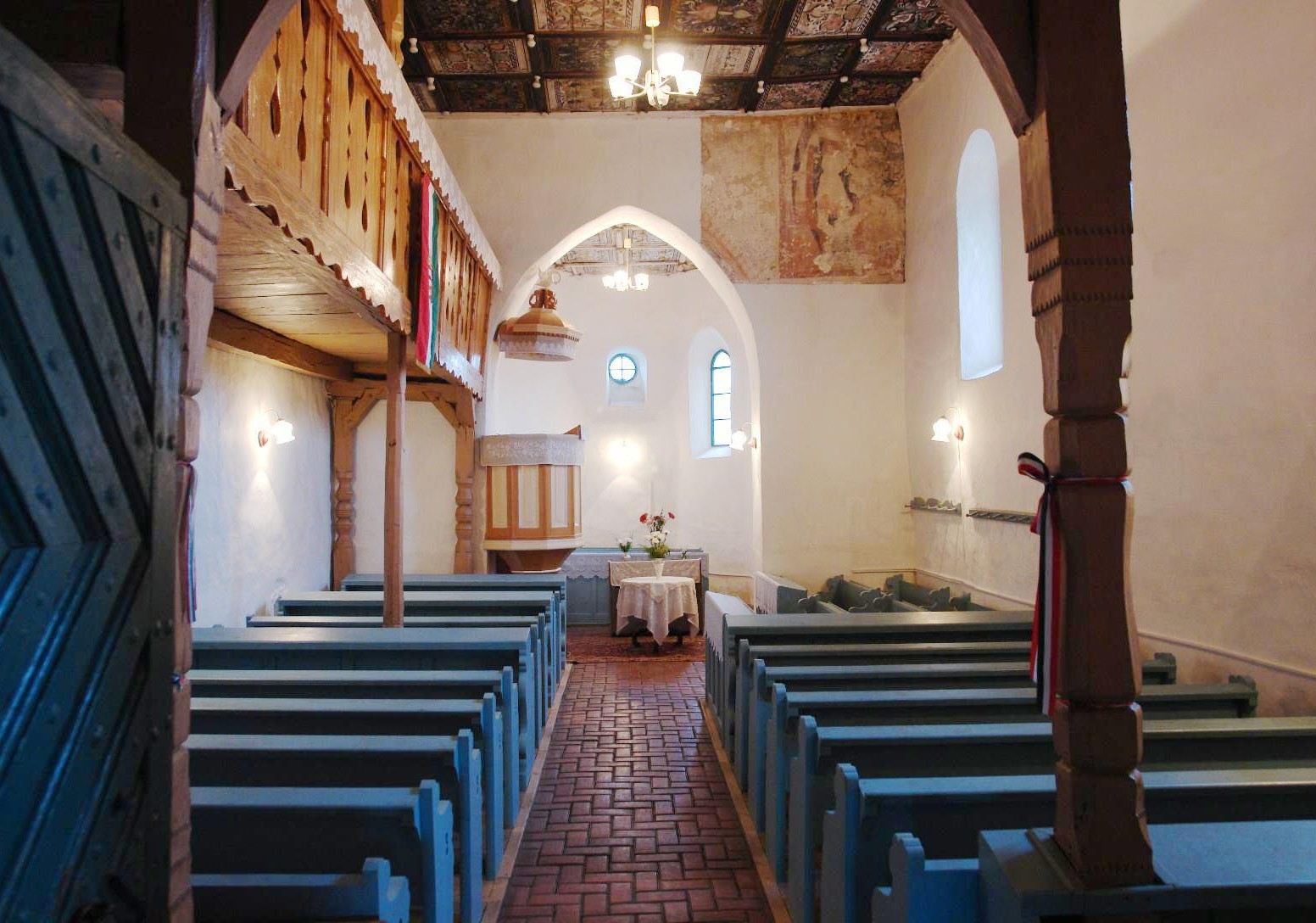
Loď
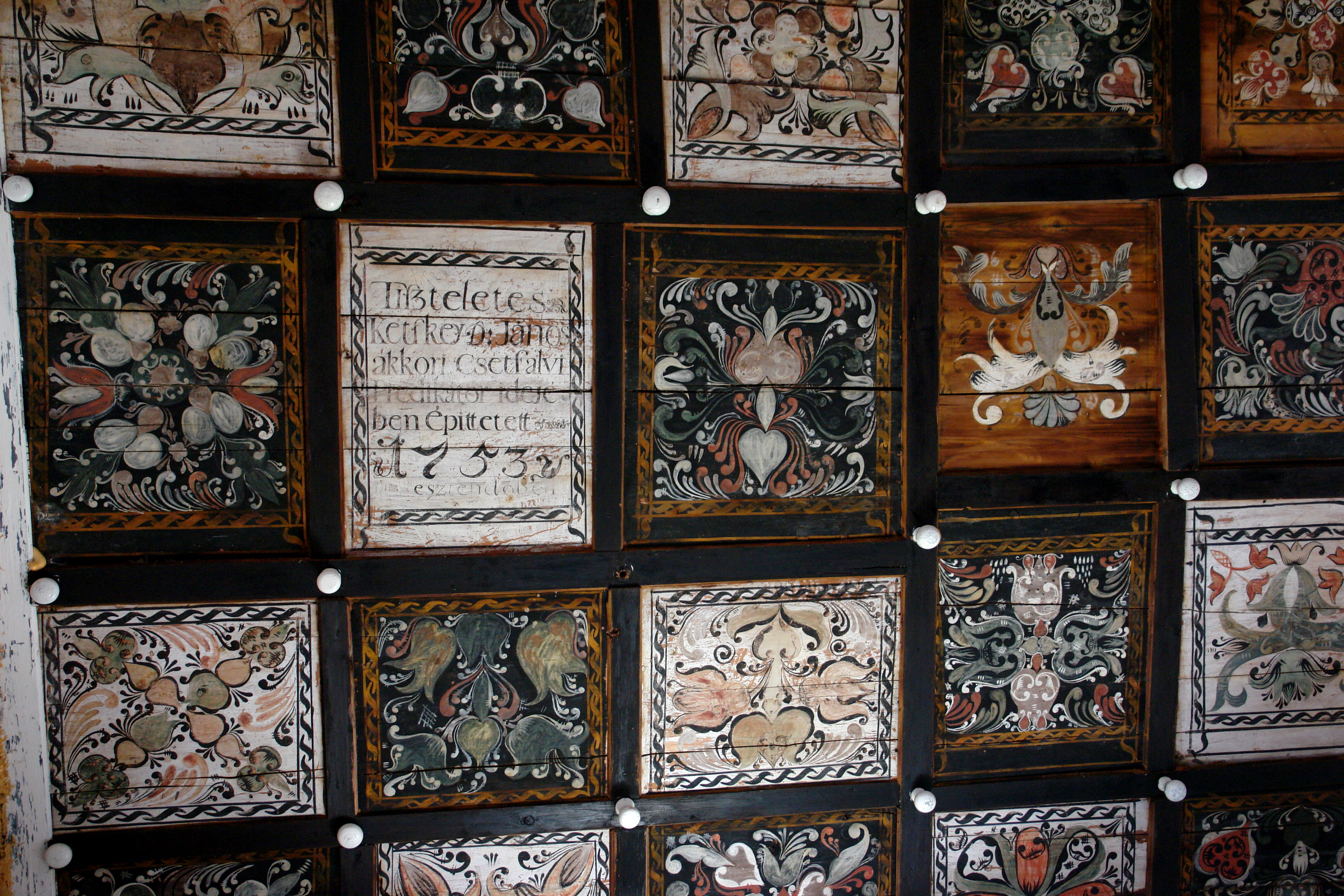
Kazetový strop lodi z roku 1753
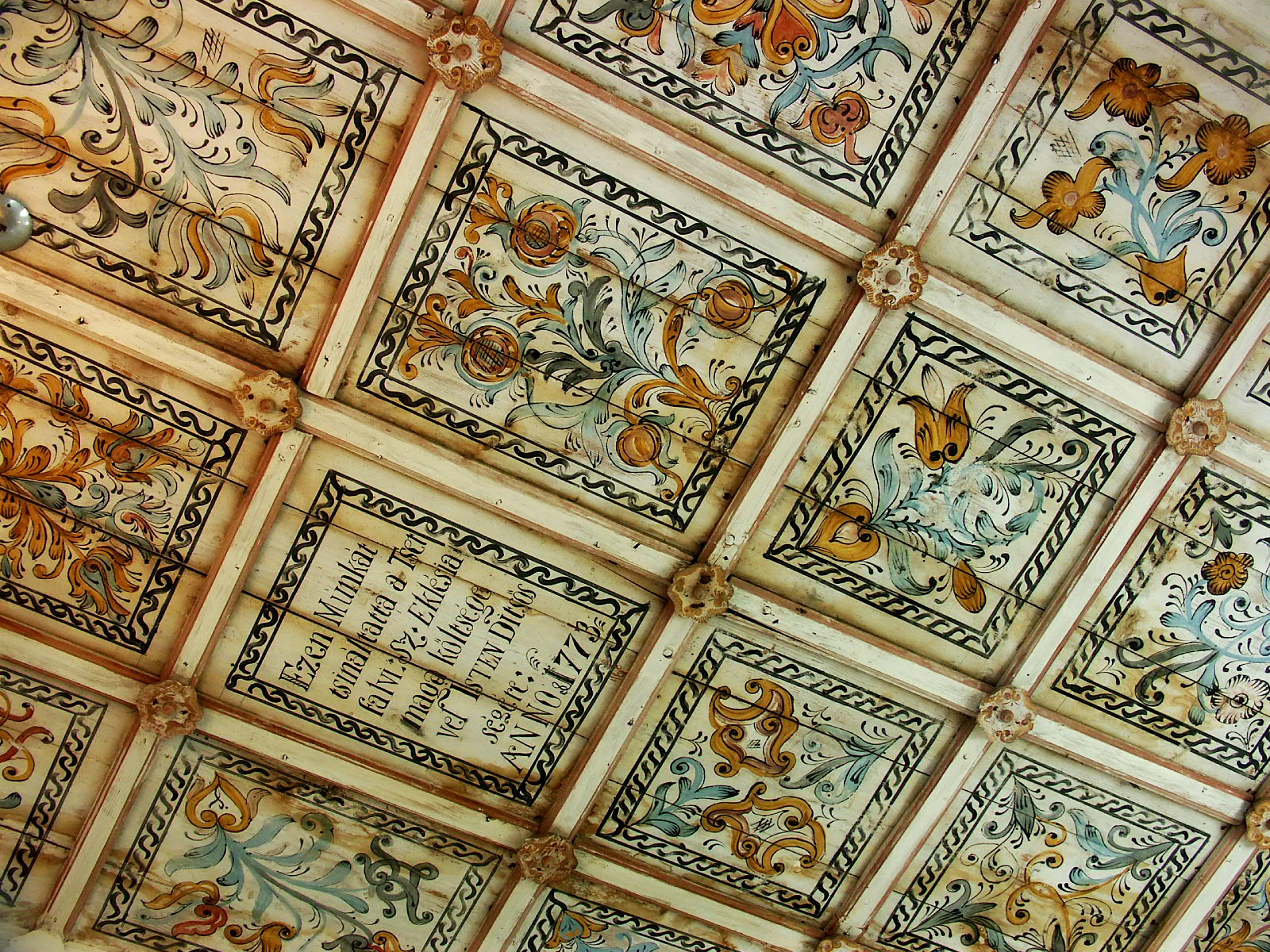
Kazetový strop apsidy z roku 1773

## Zvonice
Dřevěná věž vysoká 30 metrů je těsné blízkosti kostela osově u západního portálu. Zvonice je nejvyšší ze tří zvonic na zakarpatsku (Heten, Vyškovo)
Z dubového trámového roštu vyrůstá štenýřový hranol o čtyřech rohových štenýřích, doplněný čtyřmi mezilehlými a jedním středovým štenýřem. Půdorys je čtvercový, trámový rošt má šestnáct čtvercových polí. Konstrukce je zpevněna důkladným zavětrováním. Na přesahujících  částech trámového roštu jsou vztyčeny opěrné sloupky, na kterých je šikmá spodní obvodová střecha pokrytá šindelem. Věž je zakončena přesahujícím zvonovým patrem s lomenou vysokou jehlancovou střechou krytou šindelem. V rozích střechy jsou čtyři malé věžičky s kovovými korouhvičkami. Zvonové patro je bedněné, dekorativně vyřezávané a otevřené arkádovými okny. Stěny věže jsou pokryty šindelem. 

Zavěšené zvony ulil v roce 1920 zakarpatský zvonař Ferenc Egri a jsou zdobeny ornamenty (hlavně motiv dubových listů) a maďarskými nápisy.

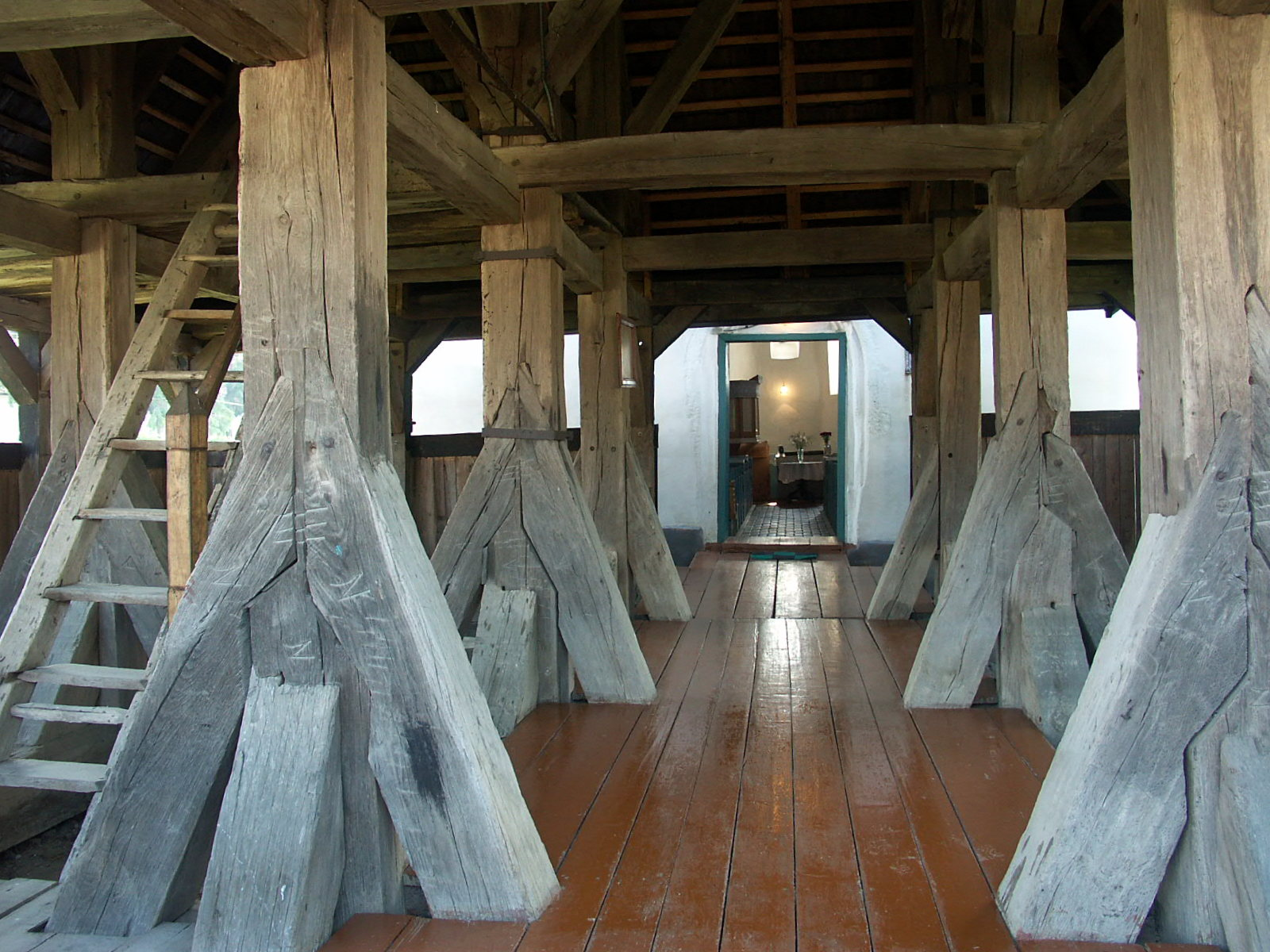
Vstup do kostela spodním patrem věže
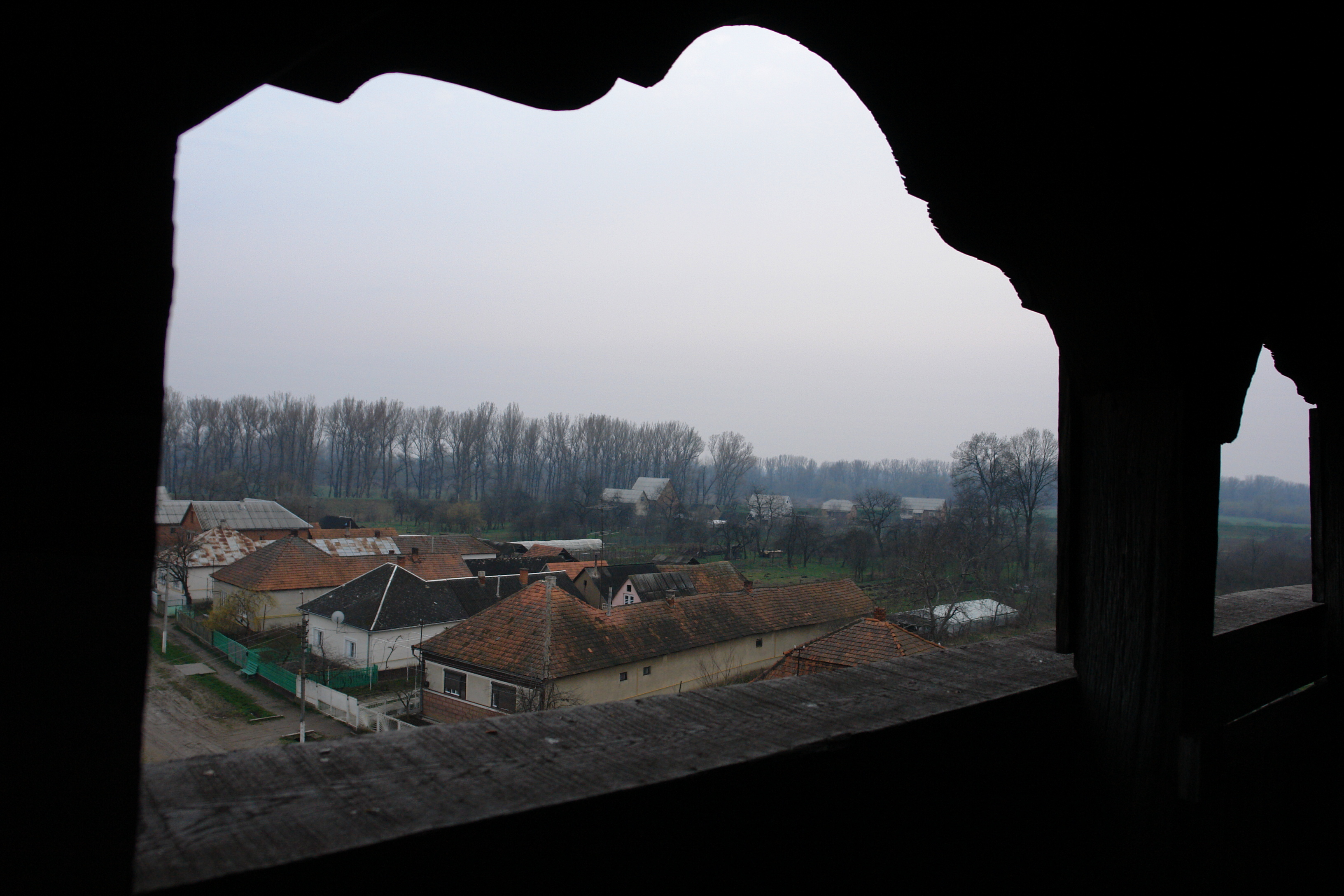
Arkáda zvonového patra
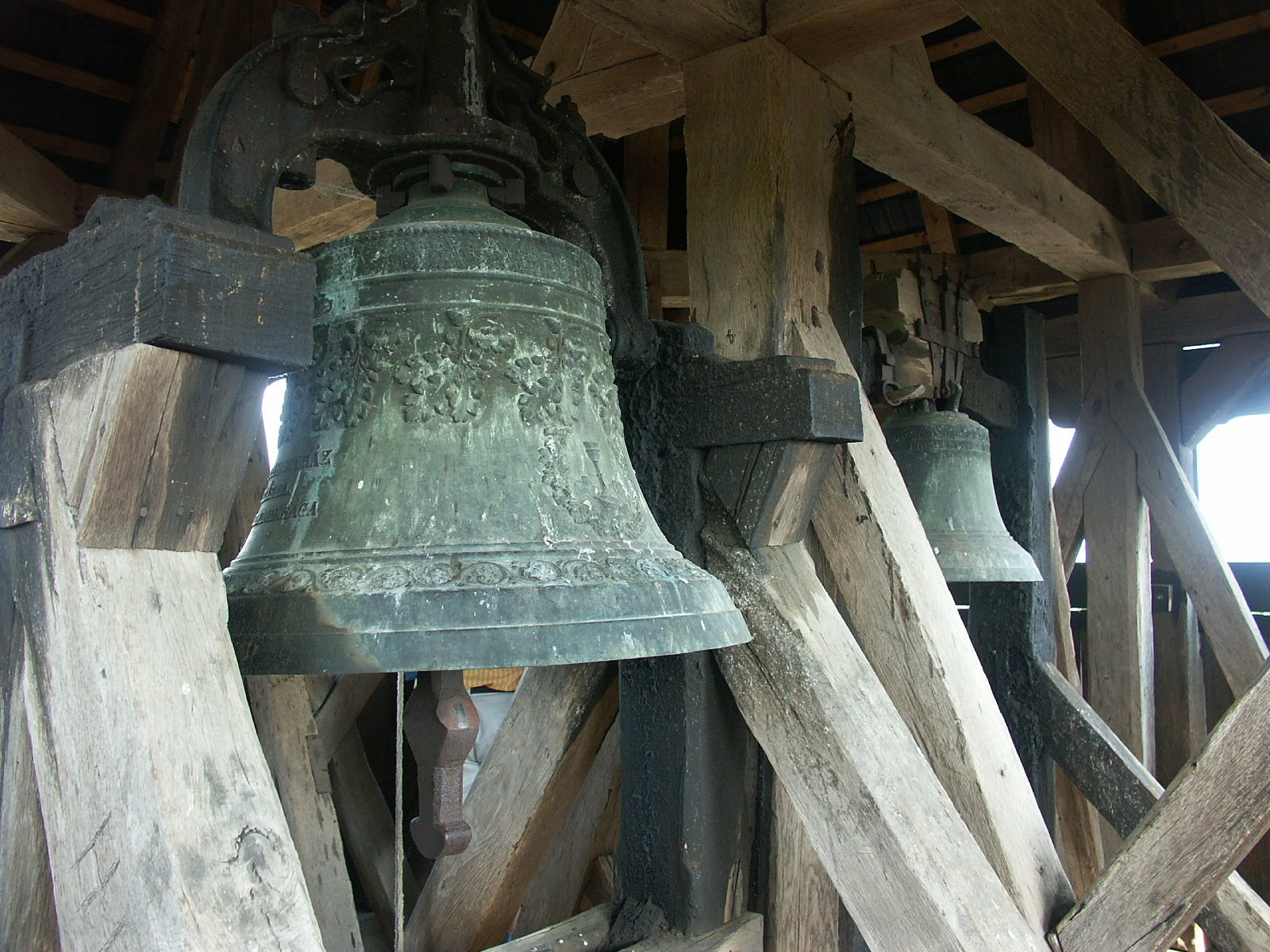
Zavěšené zvony
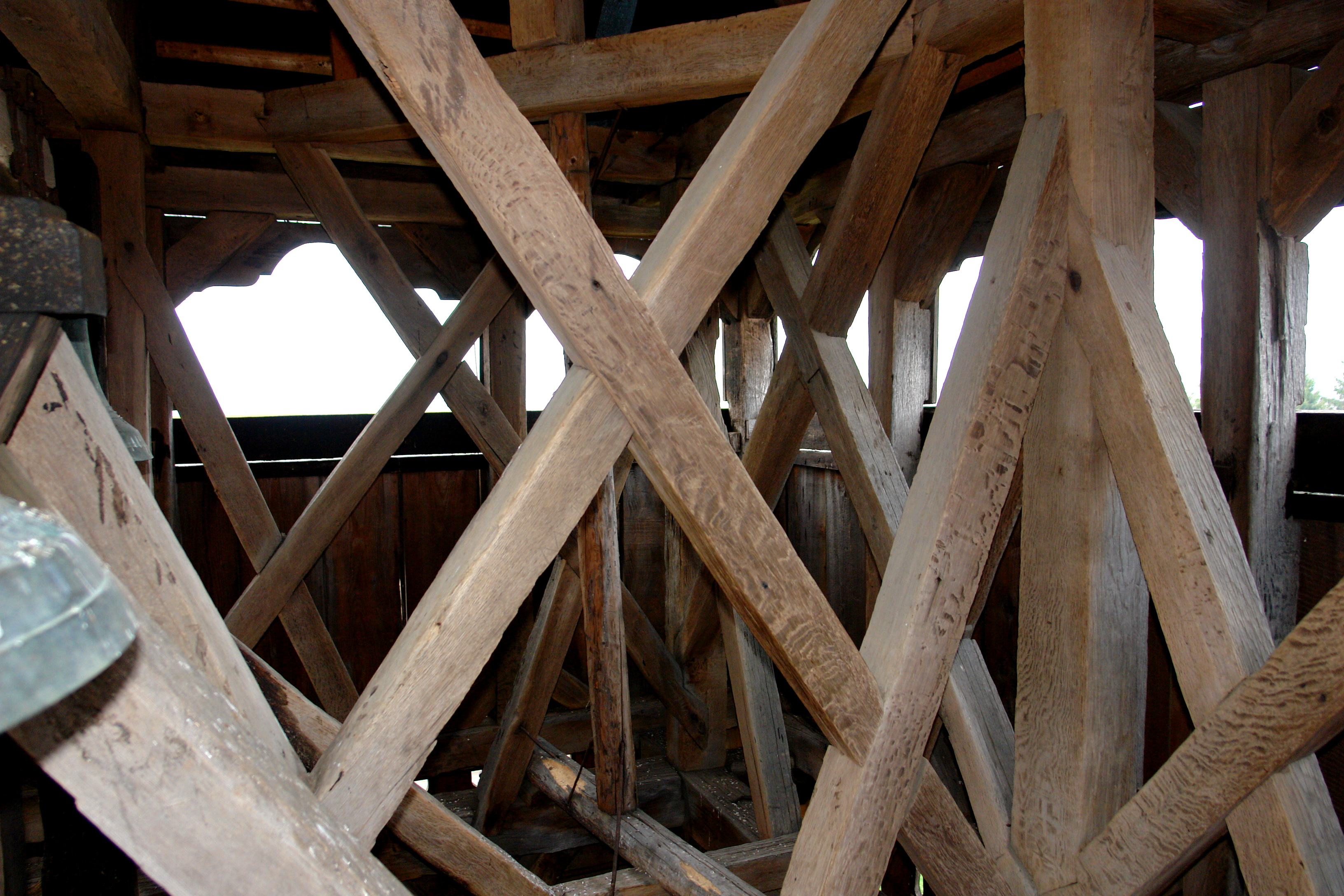
Zvonové patro
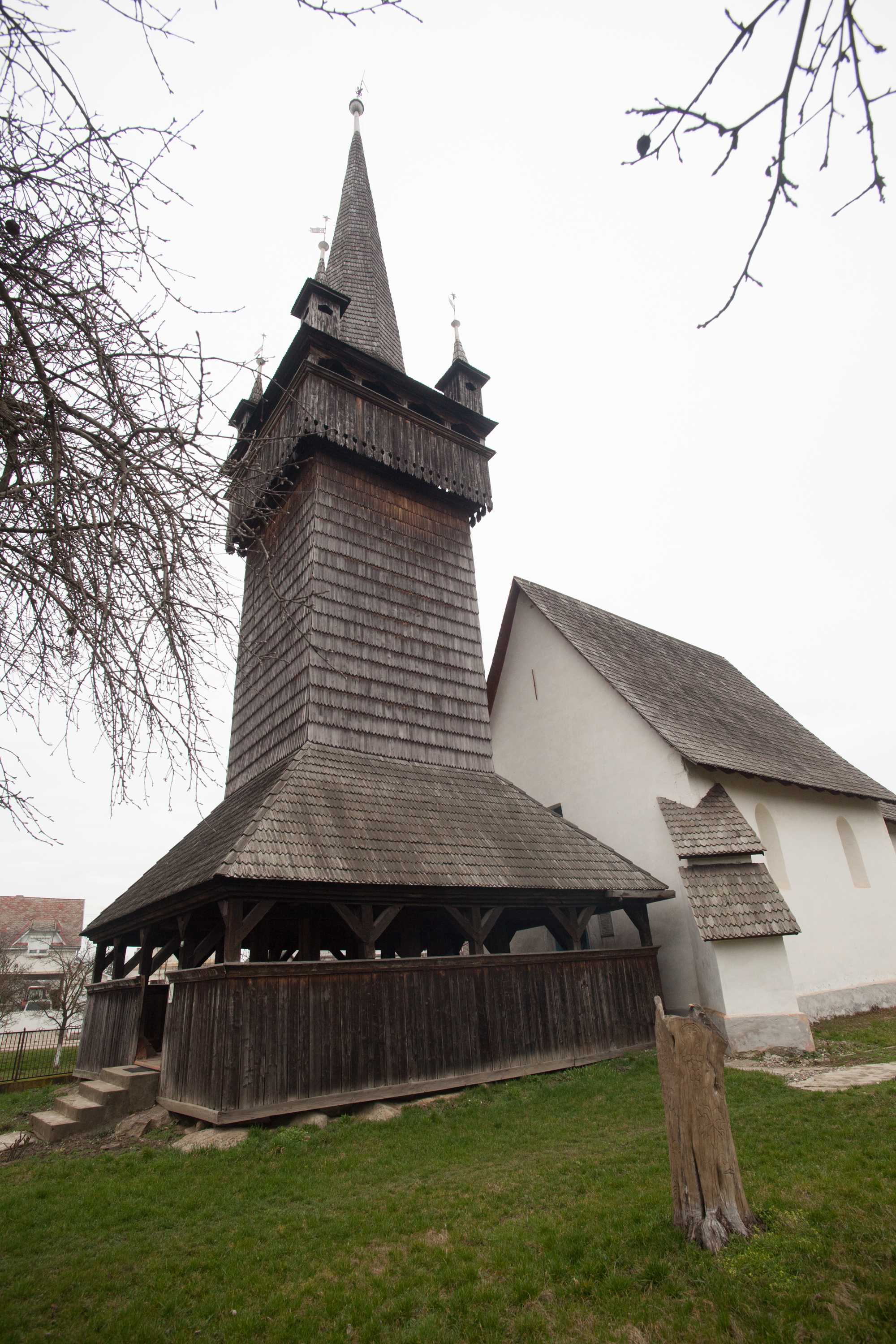
Přisazení dřevěné věže ke kostelu